# Ixorhea tschudiana
Ixorhea tschudiana är en strävbladig växtart som beskrevs av Edward Fenzl. Ixorhea tschudiana ingår i släktet Ixorhea och familjen strävbladiga växter. Inga underarter finns listade i Catalogue of Life.